# Pomnik Martyrologii Powieszonych 26 czerwca 1942 roku w Krakowie
Pomnik Martyrologii Powieszonych 26 czerwca 1942 roku w Krakowie – pomnik w formie obelisku znajdujący się przy ulicy Wodnej obok dworca kolejowego Kraków Płaszów w Dzielnicy XIII Podgórze.
Okupant niemiecki powiesił siedmiu Polaków w odwecie za akcje dywersyjną polegającą na wykolejeniu pociągu wojskowego na tutejszej stacji.
W książce Tadeusza Wrońskiego pt. „Kronika okupowanego Krakowa” na str. 213
widnieje fotografia przedstawiająca egzekucje przez powieszenie.
Napis na tablicy:

MIEJSCE UŚWIĘCONE
 
MĘCZEŃSKĄ ŚMIERCIĄ

7 POLAKÓW 

POWIESZONYCH PRZEZ

OKUPANTA HITLEROWSKIEGO

2 VI 1942

CZEŚĆ ICH PAMIĘCI